# Giancarlo Chiaramello
Giancarlo Chiaramello (Bra, 18 febbraio 1939) è un arrangiatore e direttore d'orchestra italiano.

## Biografia
Ha studiato al Conservatorio Giuseppe Verdi di Torino, la città in cui è cresciuto, diplomandosi a pieni voti in pianoforte, organo, polifonia vocale e composizione; dal 1961 entra alla Fonit Cetra come musicista e arrangiatore.
Per questa etichetta ha curato gli arrangiamenti per molti cantanti, tra i quali Claudio Villa, Milva, Gianni Pettenati, Sergio Endrigo, Delirium, New Trolls.
A partire dal 1960 ha partecipato a vari Festival di Musica Contemporanea tra i quali quello di Venezia, Belgrado, Varsavia vincendo numerosi premi. Ha vinto il premio internazionale di composizione Ranieri III di Monaco nel 1962.
Ha insegnato Composizione al Conservatorio di S. Cecilia di Roma tra il 1985 e il 1987.
Ha partecipato come direttore d'orchestra a vari Festival di Sanremo e a due edizioni dell'Eurovision Song Contest. Ha all'attivo produzioni radiofoniche e televisive in qualità di arrangiatore e direttore d'orchestra.
Ha composto musiche per sceneggiati televisivi quali Orlando furioso e Marco Visconti.
Ha vinto il Nastro d'argento alla migliore colonna sonora nel 1975 per il film "Orlando Furioso" per la regia di Luca Ronconi.
Nel 1977 ha composto le musiche del film Un borghese piccolo piccolo, in cui recita in un piccolo ruolo secondario.
Dal 1993 è stato arrangiatore di tutti i concerti del Pavarotti & Friends.

## Filmografia parziale

### Cinema
- Granada, addio!, regia di Marino Girolami (1967)
- L'amore è come il sole, regia di Carlo Lombardi (1969)
- Quando gli uomini armarono la clava e... con le donne fecero din don, regia di Bruno Corbucci (1971)
- Grazie signore p..., regia di Renato Savino (1972)
- Il Decamerone proibito, regia di Carlo Infascelli (1972)
- Storia di fifa e di coltello - Er seguito d'er più, regia di Mario Amendola (1972)
- 4 marmittoni alle grandi manovre, regia di Marino Girolami (1974)
- Il sapore della paura, regia di Serge Leroy (1975)
- Il colpaccio, regia di Bruno Paolinelli (1976) - con lo pseudonimo Charlie Mells
- Sleeping car - Supplemento rapido con cadavere, regia di Roger Pigaut (1976)
- La linea del fiume, regia di Aldo Scavarda (1976)
- Un borghese piccolo piccolo, regia di Mario Monicelli (1977)
- Fico d'India, regia di Steno (1980)
- Il lupo e l'agnello, regia di Francesco Massaro (1980)
- I carabbinieri, regia di Francesco Massaro (1981)
- Mani di fata, regia di Steno  (1983)
- Il segreto dell'uomo solitario, regia di Ernesto Guida (1990)
- Amerika, regia di Maurizio Scaparro (2004)

### Televisione

#### Film TV
- La vedova scaltra (1968)
- L'assassinio di Federico Garcia Lorca (1976)
- L'ombra della spia (1988)

#### Miniserie TV
- La pietra di luna (1972)
- Orlando furioso (1974)
- Marco Visconti (1975)
- Una donna (1977)
- Un amore di Dostoevskij (1978)
- Il signore di Ballantrae (1979)
- Mia figlia (1982)
- Una donna a Venezia (1986)

## Discografia parziale

### Album
- 1975: Orlando Furioso - Colonna sonora originale (Fonit Cetra, LPP 274)
- 1975: Ballate dal Marco Visconti (RCA)
- 1976: Popopera Concerto (Fonit Cetra, LPX 50)
- 1977: Naples' Pop Dimensions (Fonit Cetra, LPX 62)
- 1978: Pop-Concert n.2 (Fonit Cetra, LPX 72)
- 1980: Lulu (Fonit Cetra, LPX 83)

### Singoli
- 1964: Inno F.C. Juventus/Inno F.C. Juventus (strumentale) (Fonit Cetra, SPD 472)
- 1973: La canzone di Orlando/L'ultima parola (Fonit Cetra, SP 1519)
- 1977: Una donna/Abendlied (Fonit Cetra, SP 1667)
- 1978: The end waltz/Tio pepe (Fonit Cetra, SP 1689)